# Molossus fentoni
Molossus fentoni és una espècie de ratpenat de la família dels fil·lostòmids. Viu a l'Equador i Guyana. Té una llargada total de 88–93 mm, la cua de 30–34 mm, les potes posteriors de 8–11 mm i els avantbraços de 34–36 mm. Aquest tàxon fou anomenat en honor del quiropteròleg Brock Fenton. Com que fou descoberta fa poc, l'estat de conservació d'aquesta espècie encara no ha estat avaluat formalment.